# Ca' Amalteo
Ca'Amalteo  (« Maison Amalteo », le terme Ca’ vient du dialecte vénitien qui signifie « maison » équivalent du mot casa en italien) est un palais situé à Venise, sur le Rio di San Stin dans le sestiere de San Polo. 